# رود ساگامی
رود ساگامی (به لاتین: Sagami River) یک رود در ژاپن است که در استان کاناگاوا واقع شده‌است.